# 纽约摄影学院
纽约摄影学院（New York Institute of Photography，简称NYIP)是总部位于美国纽约的一座营利性远程教育学校，为世界各地的学生提供不同的摄影课程。纽约摄影学院现在提供三种课程：专业摄影课程，面向摄影师的 Photoshop 课程和数字摄影基础课程。

## 历史
纽约摄影学院成立于1910年，由埃米尔·布鲁内尔（Emile Brunel）创立。当时他将学校命名为E·布鲁内尔摄影学院。埃米尔是一名雕塑家、艺术家和摄影师，以名人肖像而闻名。1915年，纽约摄影学院在纽约州最高法院正式注册为企业。
成立初期，纽约摄影学院是寄宿制学校，在曼哈顿、布鲁克林和芝加哥设有办事处，由专业摄影师担任导师。最初，位于曼哈顿的教学区有1400平方米，在20世纪40年代增设了家庭学习课程，但没有面授课程那么受欢迎。1956年，纽约摄影学院首次获得全国家庭学习研究会的职业教育认证。大约在同一时间，学院被Tribune Publishing Co.的创始人哈罗德·戴克奥夫（Harold Deckoff）收购。
1971年，哈罗德·戴克奥夫死后不久，纽约摄影学院破产。哈罗德的儿子马文·戴克奥夫（Marvin Deckoff）回购了继续经营权。1976年将学院卖给了唐·谢夫（Don Sheff）。马文和唐共同着手重建学院，重新编写教材，尝试不同类型的广告，致力于推广家庭学习课程。除了摄影课程，纽约摄影学院还出版了各类包括电影导演和电影摄影在内的有关摄影的书籍。
纽约摄影学院现在由远程教育有限公司（Distance Education Co.）、谢菲尔德学院以及纽约职业发展研究所联合营办。学院一直聘请纽约市及周边地区喜欢与学生分享自己技能和经验的专业摄影师作为导师。现任导师有贝思·格林 （页面存档备份，存于）（Beth Green）、沃尔特·卡琳（Walter Karling）和克里斯·考瑞迪诺 （页面存档备份，存于）（Chris Corradino）。

## 中国学员班
2005年纽约摄影学院中国学员班成立，目的在于共同向更多中国摄影师推广纽约摄影学院著名的遙距教育互动式摄影课程。纽约摄影学院名誉院长唐·谢夫作为纽约摄影学院专业摄影课程的主要作者，亲自负责监督这套专业摄影课程的汉化和发布。纽约摄影学院的同仁在纽约摄影学院主任查克·德莱尼的领导下，正在与唐·谢夫紧密合作，以确保在中国学习的学员们能够从学院高标准的、有着100年杰出摄影教育经验中获益。

## 纽约摄影学院的知名毕业生
- Burim Myftiu （页面存档备份，存于）：阿尔巴尼亚裔美国当代摄影师。
- 欧内斯特·科尔（Ernest Cole） （页面存档备份，存于）：南非摄影师。
- 约萨法特·罗伯特·拉智（Josaphat-Robert Large） （页面存档备份，存于）：海地裔美国诗人、小说家和艺术评论家
- 保罗·A·克莱恩（Paul A Kline） （页面存档备份，存于）：一位美国知名广告及插图摄影师。
- Glenn Danzig （页面存档备份，存于）：美国歌手、作曲家、音乐家、作家、企业家。
- 韩大洙（Hahn Dae-soo） （页面存档备份，存于）：韩国民谣和摇滚创作歌手。
- 艾伦·肖（Alan Shaw） （页面存档备份，存于）：澳大利亚历史学家。
- Stephen Tomajczyk （页面存档备份，存于）：美国作家和诗人。
- 大卫·迈克尔·肯尼迪(David Michael Kennedy) （页面存档备份，存于）：工作在美国新墨西哥州的艺术摄影师。
- 弗洛伊德·克罗斯比（Floyd Crosby） （页面存档备份，存于）：获过奥斯卡奖的美国摄影师。
- W·尤金·史密斯（W. Eugene Smith） （页面存档备份，存于）[9]：美国摄影记者，以其不肯妥协的专业水准和残酷生动的二战照片而闻名。
- 保罗·吉尔摩（Paul Gilmore）：地球上第一位月球岩石摄影师[10]。
- 理查德·韦德（Richard Weede）：拍摄了很多猫王最有名的照片[11]。

## 认证
纽约摄影学院经国家远程教育培训理事会（Distance Education Training Council）认证，可以提供远程教育培训。此外，由于学院位于纽约，同时也由纽约州教育部(New York State Department of Education)许可。
商业改进局（Better Business Bureau） （页面存档备份，存于）将纽约摄影学院评为A级。

## 外部連結
- 纽约摄影学院官方網站／facebobk專頁 （页面存档备份，存于）／Youtube頻道 （页面存档备份，存于）
- 纽摄中国学员班官網／中国学员班官方新浪微博 （页面存档备份，存于）